# Renata AG
Die Renata AG mit Sitz in Itingen ist ein Schweizer Hersteller von Mikrobatterien. Sie ist eines von vier Unternehmen in der Division Elektronische Systeme der Swatch Group.
Das Unternehmen wurde 1952 zur Fertigung von Komponenten für Armbanduhren gegründet. In den 1970er Jahren hat sich Renata auf die Produktion von Knopfzellen spezialisiert. Im Jahr 2001 geriet das Unternehmen aufgrund einer strategischen Fehlentscheidung beim Aufbau einer Produktion von Handy-Akkus in die Schlagzeilen.

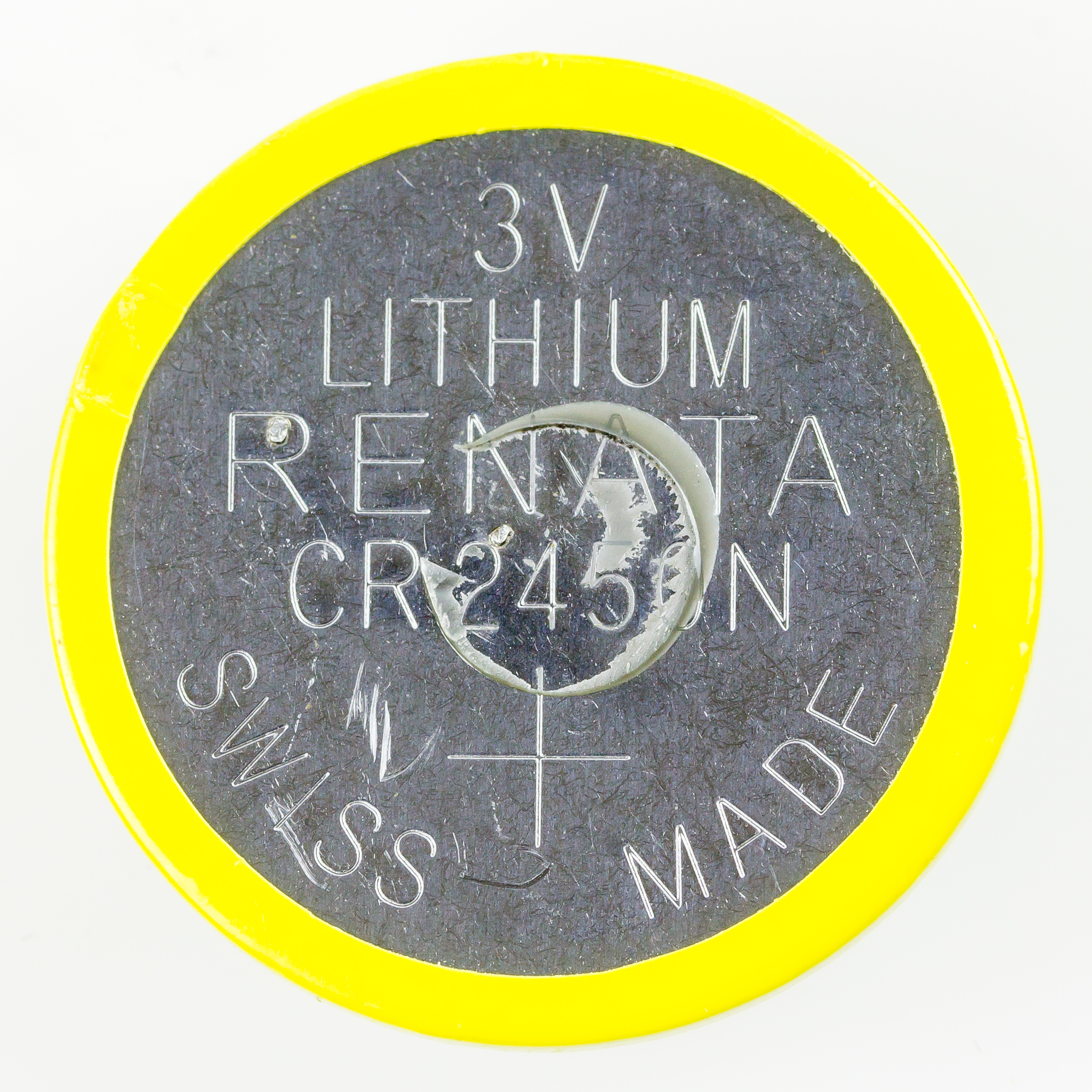
Knopfzelle CR2450N

Die Renata AG produziert in ihrem Werk in Itingen täglich etwa 800.000 Knopfzellen. Die Hauptprodukte sind Batterien auf Basis Silberoxid, Zink-Luft-Batterien, Lithium-Knopfzellen und Dünnfilm-Zellen für elektronische Uhren, Telekommunikation und Medizintechnik wie auch wiederaufladbare Lithium-Ionen-Akkus.
Nachdem die Swatch-Tochterfirma Belenos Clean Power Holding in Zusammenarbeit mit der ETH Zürich einen neuen Batterietyp auf Basis der Lithium-Ionen-Technik mit aufsehenerregenden Eigenschaften entwickelt hat, hat Renata zunächst eine Prototypen-Fertigung gestartet. Sowohl Belenos Clean Power Holding wie auch die Renata AG sind Tochterfirmen der Swatch Group. Neuartig an diesem Batterietyp ist die Verwendung von Vanadiumpentoxid sowie die Zusammensetzung des Elektrolyten. Nick Hayek, CEO der Swatch Group, erwähnt eine gegenüber den Batterien in Tesla-Elektroautos um 30 % gesteigerten Leistungsfähigkeit. Zitat Hayek: "Unsere Batterie ist nicht nur leistungsfähiger und leichter, sie lädt sich auch doppelt so schnell auf." Mit solchen Batterien ausgerüstete Automobile sollen ab 2017 in China getestet werden. Dafür ist der chinesische Autohersteller Geely Partner von Belenos. Mitte 2018 ist die Homologation dieser Batterien in Autos von Geely in China geplant.